# Gesamtanlage Sipplingen
Die Gesamtanlage Sipplingen in Sipplingen im Bodenseekreis in Baden-Württemberg hat eine wertvolle historisch-weinbäuerlich geprägte Bebauung.

## Beschreibung

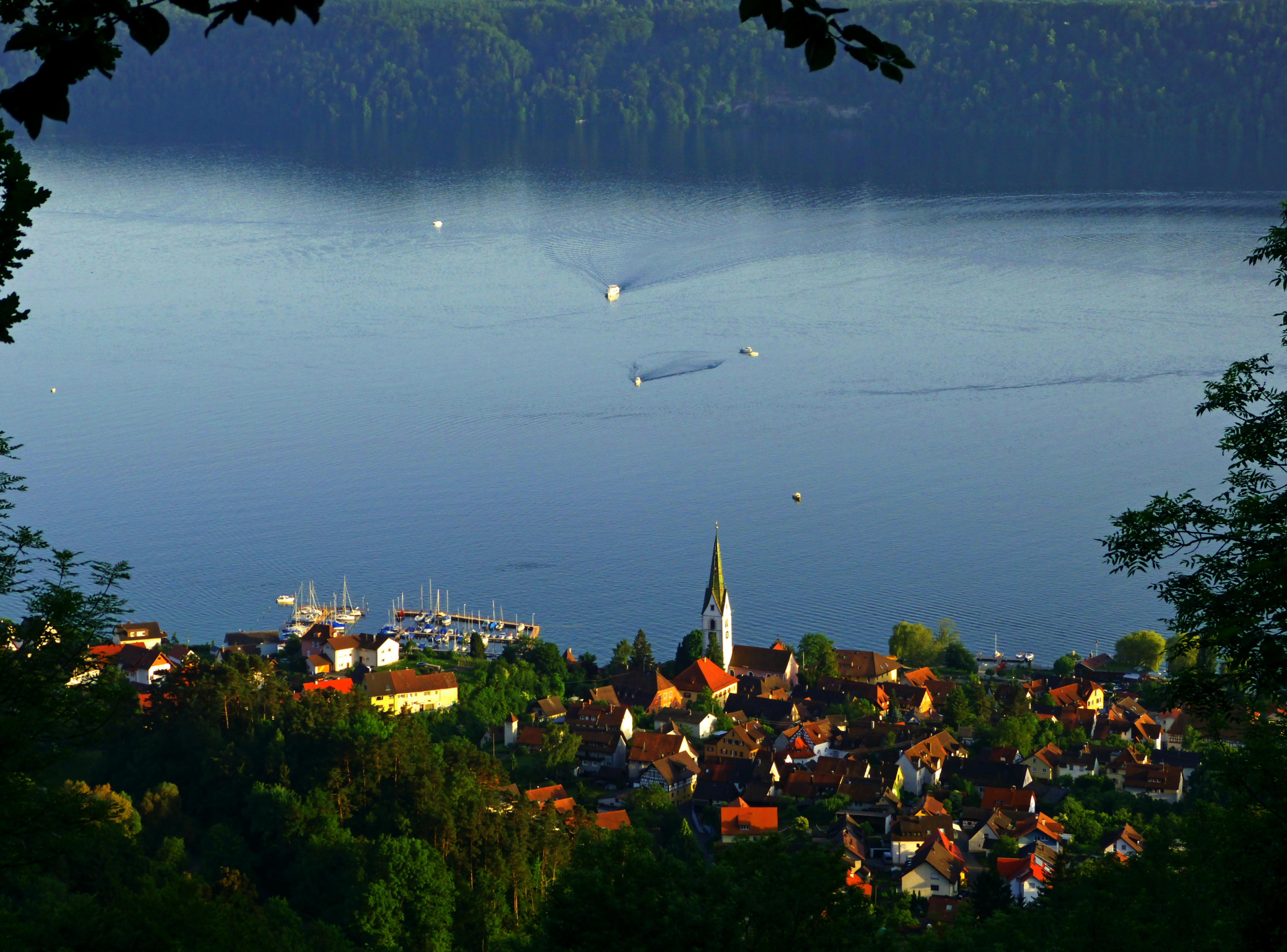
Blick über Sipplingen

Das ehemalige Fischerdorf Sipplingen, am Nordufer des Überlinger Sees gelegen, wird erstmals 1155 erwähnt. Im hohen Mittelalter zur 1465 österreichisch gewordenen Landgrafschaft Nellenburg gehörend, war Sipplingen Kameralort des Oberamtes Stockach. Das Dorf dehnte sich vom Unterdorf ausgehend vor allem zwischen dem 14. und 17. Jahrhundert parallel zum Wiedenbachtal in Richtung Norden aus. Neben der auf einer Hangterrasse thronenden Pfarrkirche St. Martin und Georg zählen das am westlichen Ortsrand liegende ehemalige Frauenkloster St. Ulrich und das mächtige Rathaus von 1669 am Dorfplatz zu den markanten Sonderbauten. Außerdem gibt es eine Vielzahl von historischen Weinbauernhäusern des 18./19. Jahrhunderts, womit Sipplingen mit seiner wertvollen historisch-weinbäuerlich geprägten Bebauung eines der am besten überlieferten Dörfer am Bodensee darstellt. Aufgrund dieser Tatsachen handelt es sich um eine Gesamtanlage gemäß § 19 DSchG, an deren Erhaltung ein besonderes öffentliches Interesse besteht.
Nach § 19 des Denkmalschutzgesetzes Baden-Württemberg können die Gemeinden seit 1. Januar 1984 Gesamtanlagen durch Satzung unter Denkmalschutz stellen. Davor erfolgte der Schutz durch Verordnung des zuständigen Regierungspräsidiums. Nicht nur einzelne Kulturdenkmale sind dabei geschützt, sondern der ganze Ortskern mit seinem historischen Grundriss, den Straßen und Plätzen, Grün- und Freiflächen sowie der Gesamtheit der historischen Bausubstanz, an deren Erhaltung aus wissenschaftlichen, künstlerischen oder heimatgeschichtlichen Gründen ein besonderes öffentliches Interesse besteht. Die Altstadt von Sipplingen ist seit 1. Januar 1988 eine geschützte Gesamtanlage.